# نقطه (الفبای لاتین)
نقطه نشانی است که در بالا یا پایین برخی حروف الفبای لاتین اروپای مرکزی و ویتنامی به کار برده می‌شود. همچنین این نشانه در زمینهٔ نویسه‌گردانی نیز کاربرد دارد.
ėiġ(ŀ)żċ
ĖİĠ(Ŀ)ŻĊ

## نقطه در بالای حرف
- ġ در نویسه‌گردانی عربی به لاتین نمایان‌گر حرف غ و ḳ نشان‌دهندهٔ ق است.
- در زبان لیتوانیایی، ė نشان‌دهندهٔ آوای [e:] است.
- در ترکی استانبولی، I نقطه‌دار و بی‌نقطه نماین‌گر دو تلفظ متفاوت این حرف‌اند.
- در زبان مالتی، ċ نشان‌دهندهٔ آوای سایشی کامی-لثوی بی‌صدا، ġ سایشی کامی-لثوی صدادار و ż سایشی حفروی صدادار است.
- در املای امروزی زبان انگلیسی باستان از ċ برای نشان‌دادن آوای /t͡ʃ/ و از ġ برای نشان‌دادن /j/ بهره‌می‌برند.
- در زبان لهستانی ż نشان‌دهندهٔ آوای صفیری برگشتی صدادار است.

## نقطه در پایین حرف
- در لاتین‌نویسی زبان‌های آفروآسیایی نقطه در پایین حرف نشان‌دهندهٔ مشددبودن آن حرف است.
- در زبان ویتنامی، نواخت حنجره‌ای به صورت گذاردن نقطه در زیر حروف نشان داده‌می‌شود: ạ ặ ậ ẹ ệ ị ọ ộ ợ ụ ự ỵ.
- در زبان آستوری، ḷḷ نشان‌دهندهٔ ایست برگشتی صدادار است.

## نیاز به دگرگونی
نقطه‌های الفبای لاتین باوجود اهمیت زیاد در تفکیک حروف، چندان بی‌ایراد هم نبودند. در بسیاری از نوشته‌های دست‌نویس، نقاط قرار گرفته بر روی کاغذ کمرنگ نوشته شده و بنابراین دیده نمی‌شدند؛ زیرا برای درج یک نقطه بر روی کاغذ، نیاز است نوک مداد یا خودکار روی کاغذ حرکت کند؛ بنابراین در بسیاری از کشورها، نقطه‌ها جای خود را به نشانگر کارن دادند.